# Denair (Kalifornia)
Denair statisztikai település az Amerikai Egyesült Államok Kalifornia államában, Stanislaus megyében. Lakosainak száma 4865 fő (2020. április 1.).

## Népesség
A település népességének változása:

| 2010 | 4 404 |
| 2020 | 4 865 |